# چفیق ناجیه
چفیق ناجیه (انگلیسی: Chafik Najih؛ زادهٔ ۵ اوت ۱۹۸۳) بازیکن فوتبال اهل فرانسه است.
از باشگاه‌هایی که در آن بازی کرده‌است می‌توان به باشگاه فوتبال کلرمون فوت اشاره کرد.